# Campionati europei di sollevamento pesi 1976
I Campionati europei di sollevamento pesi 1976, 57ª edizione della manifestazione, si svolsero a Berlino Est dal 3 all'11 aprile 1976.

## Titoli in palio
| Categoria            | Eventi         | Atleti |
| -------------------- | -------------- | ------ |
| Pesi mosca           | Fino a 52 kg   | 12     |
| Pesi gallo           | Fino a 56 kg   | 15     |
| Pesi piuma           | Fino a 60 kg   | 18     |
| Pesi leggeri         | Fino a 67.5 kg | 20     |
| Pesi medi            | Fino a 75 kg   | 19     |
| Pesi massimi leggeri | Fino a 82.5 kg | 21     |
| Pesi mediomassimi    | Fino a 90 kg   | 19     |
| Pesi massimi         | Fino a 110 kg  | 19     |
| Pesi supermassimi    | Oltre i 110 kg | 8      |

## Nazioni partecipanti
Le nazioni che hanno partecipato ai campionati furono 25 per un totale di 151 atleti partecipanti. Tra parentesi i partecipanti per nazione.
- Albania (5)
- Austria (6)
- Belgio (2)
- Bulgaria (9)
- Cecoslovacchia (9)
- Danimarca (2)
- Finlandia (9)
- Francia (8)
- Germania Est (9)
- Germania Ovest (9)
- Grecia (7)
- Islanda (1)
- Italia (2)
- Jugoslavia (6)
- Norvegia (4)
- Paesi Bassi (2)
- Polonia (9)
- Regno Unito (7)
- Romania (6)
- Spagna (4)
- Svezia (8)
- Svizzera (3)
- Turchia (6)
- Unione Sovietica (9)
- Ungheria (9)

## Risultati
| Evento  | Oro                | Oro      | Argento           | Argento  | Bronzo             | Bronzo   |
| 52 kg   | 52 kg              | 52 kg    | 52 kg             | 52 kg    | 52 kg              | 52 kg    |
| ------- | ------------------ | -------- | ----------------- | -------- | ------------------ | -------- |
| Strappo | Aleksandr Voronin  | 107,5 kg | György Kőszegi    | 102,5 kg | Zygmunt Smalcerz   | 100,0 kg |
| Slancio | György Kőszegi     | 132,5 kg | Aleksandr Voronin | 132,5 kg | Lajos Szűcs        | 130,0 kg |
| Totale  | Aleksandr Voronin  | 240,0 kg | György Kőszegi    | 235,0 kg | Lajos Szűcs        | 230,0 kg |
| 56 kg   |                    |          |                   |          |                    |          |
| Strappo | Karel Prohl        | 112,5 kg | Norajr Nurikjan   | 110,0 kg | Imre Stefanovics   | 107,5 kg |
| Slancio | Norajr Nurikjan    | 145,0 kg | Leszek Skorupa    | 145,0 kg | Imre Stefanovics   | 142,5 kg |
| Totale  | Norajr Nurikjan    | 255,0 kg | Leszek Skorupa    | 252,5 kg | Karel Prohl        | 250,0 kg |
| 60 kg   |                    |          |                   |          |                    |          |
| Strappo | Todor Todorov      | 125,0 kg | Georgi Todorov    | 125,0 kg | Nikolaj Kolesnikov | 122,5 kg |
| Slancio | Nikolaj Kolesnikov | 160,0 kg | Todor Todorov     | 155,0 kg | Grzegorz Cziura    | 155,0 kg |
| Totale  | Nikolaj Kolesnikov | 282,5 kg | Todor Todorov     | 280,0 kg | Georgi Todorov     | 277,5 kg |
| 67,5 kg |                    |          |                   |          |                    |          |
| Strappo | Zbigniew Kaczmarek | 135,0 kg | Zahari Todorov    | 132,5 kg | Jan Łostowski      | 132,5 kg |
| Slancio | Sergej Pevzner     | 172,5 kg | Jan Łostowski     | 170,0 kg | Zbigniew Kaczmarek | 170,0 kg |
| Totale  | Zbigniew Kaczmarek | 305,0 kg | Jan Łostowski     | 302,5 kg | Sergej Pevzner     | 297,5 kg |
| 75 kg   |                    |          |                   |          |                    |          |
| Strappo | Peter Wenzel       | 150,0 kg | Vardan Militosyan | 150,0 kg | Jordan Mitkov      | 147,5 kg |
| Slancio | Vardan Militosyan  | 190,0 kg | Peter Wenzel      | 185,0 kg | Jordan Mitkov      | 182,5 kg |
| Totale  | Vardan Militosyan  | 340,0 kg | Peter Wenzel      | 335,0 kg | Jordan Mitkov      | 330,0 kg |
| 82,5 kg |                    |          |                   |          |                    |          |
| Strappo | Trendafil Stojčev  | 167,5 kg | Valerij Šarij     | 165,0 kg | Blagoj Blagoev     | 165,0 kg |
| Slancio | Rolf Milser        | 207,5 kg | Valerij Šarij     | 202,5 kg | Blagoj Blagoev     | 200,0 kg |
| Totale  | Valerij Šarij      | 367,5 kg | Blagoj Blagoev    | 365,0 kg | Trendafil Stojčev  | 365,0 kg |
| 90 kg   |                    |          |                   |          |                    |          |
| Strappo | David Rigert       | 177,5 kg | Adam Sajdulaev    | 160,0 kg | Michel Broillet    | 160,0 kg |
| Slancio | David Rigert       | 220,0 kg | Adam Sajdulaev    | 200,0 kg | Chrīstos Iakōvou   | 195,0 kg |
| Totale  | David Rigert       | 397,5 kg | Adam Sajdulaev    | 360,0 kg | Peter Petzold      | 350,0 kg |
| 110 kg  |                    |          |                   |          |                    |          |
| Strappo | Valentin Hristov   | 185,0 kg | Jurij Zajcev      | 172,5 kg | Jürgen Ciezki      | 170,0 kg |
| Slancio | Valentin Hristov   | 230,0 kg | Jurij Zajcev      | 227,5 kg | Jürgen Ciezki      | 225,0 kg |
| Totale  | Valentin Hristov   | 415,0 kg | Jurij Zajcev      | 400,0 kg | Jürgen Ciezki      | 395,0 kg |
| +110 kg |                    |          |                   |          |                    |          |
| Strappo | Hristo Plačkov     | 195,0 kg | Jürgen Heuser     | 180,0 kg | Gerd Bonk          | 180,0 kg |
| Slancio | Gerd Bonk          | 252,5 kg | Hristo Plačkov    | 235,0 kg | Jürgen Heuser      | 230,0 kg |
| Totale  | Gerd Bonk          | 432,5 kg | Hristo Plačkov    | 430,0 kg | Jürgen Heuser      | 410,0 kg |

## Medagliere

### Grandi (totale)
Riferito al totale dell'esercizio: 6 nazioni sono entrate nel medagliere.
| Posiz. | Nazione          | Oro | Argento | Bronzo | Totale |
| ------ | ---------------- | --- | ------- | ------ | ------ |
| 1      | Unione Sovietica | 5   | 2       | 1      | 8      |
| 2      | Bulgaria         | 2   | 3       | 3      | 8      |
| 3      | Polonia          | 1   | 2       | 0      | 3      |
| 4      | Germania Est     | 1   | 1       | 3      | 5      |
| 5      | Ungheria         | 0   | 1       | 1      | 2      |
| 6      | Cecoslovacchia   | 0   | 0       | 1      | 1      |
| Totale | Totale           | 9   | 9       | 9      | 27     |

### Grandi (totale) e Piccole (strappo e slancio)
Riferito al totale dell'esercizio e delle due specialità: 9 nazioni sono entrate nel medagliere. 
| Posiz. | Nazione          | Oro | Argento | Bronzo | Totale |
| ------ | ---------------- | --- | ------- | ------ | ------ |
| 1      | Unione Sovietica | 11  | 10      | 2      | 23     |
| 2      | Bulgaria         | 8   | 8       | 7      | 23     |
| 3      | Germania Est     | 3   | 3       | 7      | 13     |
| 4      | Polonia          | 2   | 4       | 4      | 10     |
| 5      | Ungheria         | 1   | 2       | 4      | 7      |
| 6      | Cecoslovacchia   | 1   | 0       | 1      | 2      |
| 7      | Germania Ovest   | 1   | 0       | 0      | 1      |
| 8      | Grecia           | 0   | 0       | 1      | 1      |
| 8      | Svizzera         | 0   | 0       | 1      | 1      |
| Totale | Totale           | 27  | 27      | 27     | 81     |

## Classifica a squadre
Il sistema di punteggio è basato sui punti distribuiti per l'esercizio totale in base allo schema adottato nel 1973:
| Pos. | Squadra          | Punti |
| ---- | ---------------- | ----- |
| 1    | Unione Sovietica | 93    |
| 2    | Bulgaria         | 75    |
| 3    | Polonia          | 65    |
| 4    | Germania Est     | 65    |
| 5    | Ungheria         | 50    |
| 6    | Cecoslovacchia   | 46    |
| 7    | Germania Ovest   | 26    |
| 8    | Finlandia        | 16    |
| 9    | Romania          | 16    |
| 10   | Svezia           | 13    |
| 11   | Francia          | 10    |
| 12   | Austria          | 10    |
| 13   | Grecia           | 8     |
| 14   | Svizzera         | 7     |
| 15   | Albania          | 3     |
| 16   | Norvegia         | 3     |
| 17   | Regno Unito      | 1     |
| —    | Jugoslavia       | 0     |
| —    | Turchia          | 0     |
| —    | Spagna           | 0     |
| —    | Belgio           | 0     |
| —    | Danimarca        | 0     |
| —    | Italia           | 0     |
| —    | Paesi Bassi      | 0     |
| —    | Islanda          | 0     |